# جيمس قالبرايث
جيمس قالبرايث هو سياسي كندي، ولد في 23 فبراير 1940.